# Дауренбекова, Орынбасар Амангельдиновна
Орынбасар Амангельдиновна Дауренбекова (30 сентября 1969) — советская, казахстанская и российская футболистка, выступавшая на позиции защитника, тренер женской команды "СДЮСШОР №8" и женской сборной Казахстана по футболу до 19 лет. Мастер спорта Республики Казахстан. Выступала за сборную России.
Первой футбольной командой был карагандинский «Олимп», который впоследствии стала клубом «Гея», в котором в общей сложности отыграла 5 сезонов.
В 1994 перешла в самарский клуб ЦСК ВВС, и провела в Чемпионатах России 134 матча и забила 3 гола. Была в заявке ЦСК ВВС (№ 5) для участия в еврокубках, но в матчах не принимала участие. В кубке России сыграла более 11 матчей.

## Достижения

### Титульные
Чемпионат России по футболу среди женщин
- Чемпион России (3): 1994, 1996 и 2001
- Вице—чемпион России (3): 1995, 1997 и 1998
- Бронзовый призёр России (3): 1999, 2000 и 2003

Кубок России по футболу среди женщин:
- Обладатель Кубка (1): 1994
- Финалист Кубка (3): 1995, 1996 и 2002

Кубок Содружества
- Обладатель Кубка (1): 1996

Турнир «Кубанская весна»
- Победитель турнира (1): 2003

### Личные
- Включалась в список «33 лучшие футболистки по итогам сезона»: 1996[6]

## Матчи за сборную России
| № | Дата       | Соперник         | Матч | Счет | Сыграно минут | Забито мячей |
| - | ---------- | ---------------- | ---- | ---- | ------------- | ------------ |
| 1 | 28.08.1995 | Республика Корея | ТМ   | 1:0  | 90            | —            |
| 2 | 13.01.1996 | США              | ТМ   | 1:8  | 90            | —            |
| 3 | 05.04.1996 | Республика Корея | ТМ   | 6:2  | 45'           | —            |
| 4 | 07.04.1996 | Республика Корея | ТМ   | 2:0  | 45'           | —            |